# Vilho Tuulos
Vilho Immanuel Tuulos (ur. 26 marca 1895 w Tampere, zm. 5 września 1967 tamże) – fiński lekkoatleta, trzykrotny medalista olimpijski.
Startował w trójskoku i skoku w dal. 20 lipca 1919 w Tampere ustanowił rekord Europy w trójskoku wynikiem 15,30 m. Na igrzyskach olimpijskich w 1920 w Antwerpii zdobył złoty medal w tej konkurencji z rezultatem 14,50 m, wyprzedzając Szwedów Folke Janssona i Erika Almlöfa. 6 lipca 1923 w Borås poprawił swój rekord Europy na 15,48 m. Rekord ten przetrwał do 1939.
Na igrzyskach olimpijskich w 1924 w Paryżuu Tuulos zdobył brązowy medal w trójskoku (przegrywając z Australijczykiem Nickem Winterem i Argentyńczykiem Luisem Brunetto (Tuulos skoczył 15,37 m) oraz zajął 4. miejsce w skoku w dal z wynikiem 7,07 m. Na igrzyskach olimpijskich w 1928 w Amsterdamie Tuulos ponownie wywalczył brązowy medal w trójskoku skokiem na odległość 15,11 m Wyprzedzili go Japończyk Mikio Oda i Amerykanin Levi Casey. W konkursie skoku w dal uzyskał 7,11 m, co nie wystarczyło na wejście do finału. Razem z nim na 11. miejscu zostało sklasyfikowanych dwóch innych mistrzów olimpijskich: Mikio Oda oraz William DeHart Hubbard, który w 1924 zwyciężył w skoku w dal. Wszyscy trzej skoczyli na taką samą odległość.
Tuulos był mistrzem Finlandii w trójskoku w latach 1919-1925, 1927 i 1928, w skoku w dal w 1921 i 1923 oraz w skoku wzwyż w 1923.